# Ferdinand Löwe
Ferdinand Löwe (19 de Fevereiro de 1865 - 6 de Janeiro de 1925) foi um maestro austríaco.

## Biografia
Löwe nasceu em Viena, Áustria, onde sua carreira foi centrada. A partir de 1896 Löwe conduziu a Orquestra Kaim, atual Orquestra Filarmônica de Munique, onde ele retornou entre 1908 até 1914. Em 1900, Löwe fundou e conduziu a Wiener Concertvereinsorchester, atual Sinfônica de Viena. Ele ensinou no Conservatório de Viena a partir de 1884. Ele foi eleito diretor em 1919, por onde permaneceu até 1922.

## Bruckner
Um aluno de Anton Bruckner, Löwe foi um dos responsáveis pela popularização das sinfonias de Bruckner. Ele, algumas vezes, tentava persuadir o compositor para que ele fizesse sua música se tornar mais acessível para o público. Na sinfonia Nº9 de Bruckner ele fez mudanças na harmonia, orquestração e dinâmicas da sinfonia, depois da estréia póstuma.